# Vilim Frančić
Vilim Frančić (Daruvar, 1896. – Krakov, 1978.) bio je hrvatski jezikoslovac.

## Životopis

### Mladost i školovanje
Iz rodnog je Daruvara Frančić 1906. godine otišao u Krakov. Školovao se na Jagiellońskom sveučilištu, uz kraće boravke u Pragu, Grazu i Toulouseu. 

### Djelovanje u međuratnom razdoblju
Na krakovskom je sveučilištu 1924. postavljen za lektora hrvatskog jezika. U međuratnom je razdoblju u zagrebačkom "Obzoru" objavio više članaka o Poljskoj. Istovremeno, radio je na upoznavanju poljske javnosti s južnim Slavenima napisima u krakovskom, lavovskom i varšavskom tisku te predavanjima o hrvatskim književnicima na krakovskom radiju. Istaknuo se kao tajnik Društva poljsko-jugoslavenskog prijateljstva u Katowicama (1924. – 1939.).
U međuratnom razdoblju radio je kao direktor Trgovačke škole u Proszowicama, učitelj poljskog jezika u gimnaziji u Królewskoj Huti, direktor gimnazije u Katowicama i vizitator srednjih škola krakovskog okruga.

### Drugi svjetski rat
U nacističkoj operaciji "Sonderaktion Krakau" 1939. uhićen je sa znanstvenicima krakovskih visokih učilišta i odveden u koncentracijski logor Sachsenhausen, gdje su ga kolege izabrale za vođu. Poslije oslobođenja radio je s Ivom Andrićem na puštanju ostalih zarobljenih profesora. U vrijeme rata istaknuo se i brigom za oslobođene profesore te za učitelje koji su izbjegli iz Varšave 1944. godine. Sudjelovao je u tajnom podučavanju.

### Suradnja s Hrvatskom
Nakon rata nastavio je započeti rad na Jagiellońskom sveučilištu, gdje je predavao povijest i gramatiku srpskog jezika i hrvatskog jezika (1946. – 1971.)[Trebalo bi navesti točan naziv ili nazive kolegija kroz povijest.]. Intenzivno je radio na povezivanju Hrvatske s Poljskom od 1945. do 1948. godine. Godine 1948. došlo je do prekida suradnje dviju država (Rezolucija Informbiroa). Frančić je tada pao u nemilost režima. Po zatopljenju odnosa, 1956. godine, nastavio je prekinutu suradnju s hrvatskim kolegama. Bio je polaznik nekoliko Seminara za strane slaviste pri Filozofskom fakultetu Sveučilišta u Zagrebu.

## Radovi
Objavio je brojne radove iz područja kroatistike. Poljsku i hrvatsku slavistiku zadužio je "Srpsko-hrvatsko poljskim rječnikom" u dva sveska. Dobitnik je mnogobrojnih priznanja.